# Lijst van Barychelidae
De lijst van Barychelidae bevat alle wetenschappelijk beschreven soorten spinnen uit de familie van Barychelidae.

## Ammonius
Ammonius Thorell, 1899
- Ammonius pupulus Thorell, 1899

## Atrophothele
Atrophothele Pocock, 1903
- Atrophothele socotrana Pocock, 1903

## Aurecocrypta
Aurecocrypta Raven, 1994
- Aurecocrypta katersi Raven, 1994
- Aurecocrypta lugubris Raven, 1994

## Barycheloides
Barycheloides Raven, 1994
- Barycheloides alluviophilus Raven, 1994
- Barycheloides chiropterus Raven, 1994
- Barycheloides concavus Raven, 1994
- Barycheloides rouxi (Berland, 1924)
- Barycheloides rufofemoratus Raven, 1994

## Barychelus
Barychelus Simon, 1889
- Barychelus badius Simon, 1889
- Barychelus complexus Raven, 1994

## Cosmopelma
Cosmopelma Simon, 1889
- Cosmopelma decoratum Simon, 1889
- Cosmopelma dentatum Fischel, 1927

## Cyphonisia
Cyphonisia Simon, 1889
- Cyphonisia affinitata Strand, 1907
- Cyphonisia annulata Benoit, 1966
- Cyphonisia itombwensis Benoit, 1966
- Cyphonisia kissi (Benoit, 1966)
- Cyphonisia maculata (Roewer, 1953)
- Cyphonisia maculipes Strand, 1906
- Cyphonisia manicata Simon, 1907
- Cyphonisia nesiotes Simon, 1907
- Cyphonisia nigella (Simon, 1889)
- Cyphonisia obesa Simon, 1889
- Cyphonisia rastellata Strand, 1907
- Cyphonisia soleata Thorell, 1899
- Cyphonisia straba Benoit, 1966

## Cyrtogrammomma
Cyrtogrammomma Pocock, 1895
- Cyrtogrammomma monticola Pocock, 1895

## Diplothele
Diplothele O. P.-Cambridge, 1890
- Diplothele gravelyi Siliwal, Molur & Raven, 2009
- Diplothele halyi Simon, 1892
- Diplothele tenebrosus Siliwal, Molur & Raven, 2009
- Diplothele walshi O. P.-Cambridge, 1890

## Encyocrypta
Encyocrypta Simon, 1889
- Encyocrypta abelardi Raven, 1994
- Encyocrypta aureco Raven & Churchill, 1991
- Encyocrypta berlandi Raven & Churchill, 1991
- Encyocrypta bertini Raven, 1994
- Encyocrypta bouleti Raven, 1994
- Encyocrypta cagou Raven & Churchill, 1991
- Encyocrypta colemani Raven & Churchill, 1991
- Encyocrypta decooki Raven & Churchill, 1991
- Encyocrypta djiaouma Raven & Churchill, 1991
- Encyocrypta eneseff Raven & Churchill, 1991
- Encyocrypta gracilibulba Raven, 1994
- Encyocrypta grandis Raven, 1994
- Encyocrypta heloiseae Raven, 1994
- Encyocrypta koghi Raven & Churchill, 1991
- Encyocrypta kone Raven & Churchill, 1991
- Encyocrypta kottae Raven & Churchill, 1991
- Encyocrypta kritscheri Raven & Churchill, 1991
- Encyocrypta kwakwa Raven, 1994
- Encyocrypta letocarti Raven & Churchill, 1991
- Encyocrypta lugubris Raven & Churchill, 1991
- Encyocrypta mckeei Raven, 1994
- Encyocrypta meleagris Simon, 1889
- Encyocrypta montdo Raven & Churchill, 1991
- Encyocrypta montmou Raven & Churchill, 1991
- Encyocrypta neocaledonica Raven & Churchill, 1991
- Encyocrypta niaouli Raven & Churchill, 1991
- Encyocrypta ouazangou Raven, 1994
- Encyocrypta oubatche Raven & Churchill, 1991
- Encyocrypta panie Raven & Churchill, 1991
- Encyocrypta risbeci Raven, 1994
- Encyocrypta tillieri Raven & Churchill, 1991
- Encyocrypta tindia Raven & Churchill, 1991

## Eubrachycercus
Eubrachycercus Pocock, 1897
- Eubrachycercus smithi Pocock, 1897

## Fijocrypta
Fijocrypta Raven, 1994
- Fijocrypta vitilevu Raven, 1994

## Idioctis
Idioctis L. Koch, 1874
- Idioctis eniwetok Raven, 1988
- Idioctis ferrophila Churchill & Raven, 1992
- Idioctis helva L. Koch, 1874
- Idioctis intertidalis (Benoit & Legendre, 1968)
- Idioctis littoralis Abraham, 1924
- Idioctis marovo Churchill & Raven, 1992
- Idioctis talofa Churchill & Raven, 1992
- Idioctis xmas Raven, 1988
- Idioctis yerlata Churchill & Raven, 1992

## Idiommata
Idiommata Ausserer, 1871
- Idiommata blackwalli (O. P.-Cambridge, 1870)
- Idiommata fusca L. Koch, 1874
- Idiommata iridescens (Rainbow & Pulleine, 1918)
- Idiommata scintillans (Rainbow & Pulleine, 1918)

## Idiophthalma
Idiophthalma O. P.-Cambridge, 1877
- Idiophthalma amazonica Simon, 1889
- Idiophthalma ecuadorensis Berland, 1913
- Idiophthalma pantherina Simon, 1889
- Idiophthalma robusta Simon, 1889
- Idiophthalma suspecta O. P.-Cambridge, 1877

## Mandjelia
Mandjelia Raven, 1994
- Mandjelia anzses Raven & Churchill, 1994
- Mandjelia banksi Raven & Churchill, 1994
- Mandjelia brassi Raven & Churchill, 1994
- Mandjelia colemani Raven & Churchill, 1994
- Mandjelia commoni Raven & Churchill, 1994
- Mandjelia exasperans Raven & Churchill, 1994
- Mandjelia fleckeri Raven & Churchill, 1994
- Mandjelia galmarra Raven & Churchill, 1994
- Mandjelia humphreysi Raven & Churchill, 1994
- Mandjelia iwupataka Raven & Churchill, 1994
- Mandjelia macgregori Raven & Churchill, 1994
- Mandjelia madura Raven & Churchill, 1994
- Mandjelia mccrackeni Raven & Churchill, 1994
- Mandjelia nuganuga Raven & Churchill, 1994
- Mandjelia oenpelli Raven & Churchill, 1994
- Mandjelia paluma Raven & Churchill, 1994
- Mandjelia platnicki Raven, 1994
- Mandjelia qantas Raven & Churchill, 1994
- Mandjelia rejae Raven & Churchill, 1994
- Mandjelia thorelli (Raven, 1990)
- Mandjelia wooroonooran Raven & Churchill, 1994
- Mandjelia wyandotte Raven & Churchill, 1994
- Mandjelia yuccabine Raven & Churchill, 1994

## Monodontium
Monodontium Kulczyński, 1908
- Monodontium bukittimah Raven, 2008
- Monodontium malkini Raven, 2008
- Monodontium mutabile Kulczyński, 1908
- Monodontium sarawak Raven, 2008
- Monodontium tetrathela Kulczyński, 1908

## Moruga
Moruga Raven, 1994
- Moruga doddi Raven, 1994
- Moruga fuliginea (Thorell, 1881)
- Moruga heatherae Raven, 1994
- Moruga insularis Raven, 1994
- Moruga kimberleyi Raven, 1994
- Moruga thickthorni Raven, 1994
- Moruga thorsborneorum Raven, 1994
- Moruga wallaceae Raven, 1994

## Natgeogia
Natgeogia Raven, 1994
- Natgeogia rastellata Raven, 1994

## Neodiplothele
Neodiplothele Mello-Leitão, 1917
- Neodiplothele aureus Gonzalez-Filho, Lucas & Brescovit, 2015
- Neodiplothele caucaia Gonzalez-Filho, Lucas & Brescovit, 2015
- Neodiplothele fluminensis Mello-Leitão, 1924
- Neodiplothele indicattii Gonzalez-Filho, Lucas & Brescovit, 2015
- Neodiplothele irregularis Mello-Leitão, 1917
- Neodiplothele itabaiana Gonzalez-Filho, Lucas & Brescovit, 2015
- Neodiplothele martinsi Gonzalez-Filho, Lucas & Brescovit, 2015
- Neodiplothele picta Vellard, 1924

## Nihoa
Nihoa Raven & Churchill, 1992
- Nihoa annulata (Kulczyński, 1908)
- Nihoa annulipes (Thorell, 1881)
- Nihoa aussereri (L. Koch, 1874)
- Nihoa bisianumu Raven, 1994
- Nihoa courti Raven, 1994
- Nihoa crassipes (Rainbow, 1898)
- Nihoa gressitti Raven, 1994
- Nihoa gruberi Raven, 1994
- Nihoa hawaiiensis (Raven, 1988)
- Nihoa itakara Raven, 1994
- Nihoa kaindi Raven, 1994
- Nihoa karawari Raven, 1994
- Nihoa lambleyi Raven, 1994
- Nihoa madang Raven, 1994
- Nihoa mahina Churchill & Raven, 1992
- Nihoa maior (Kulczyński, 1908)
- Nihoa mambulu Raven, 1994
- Nihoa pictipes (Pocock, 1899)
- Nihoa raleighi Raven, 1994
- Nihoa tatei Raven, 1994
- Nihoa vanuatu Raven, 1994
- Nihoa variata (Thorell, 1881)
- Nihoa verireti Raven, 1994

## Orstom
Orstom Raven, 1994
- Orstom aoupinie Raven, 1994
- Orstom chazeaui Raven & Churchill, 1994
- Orstom hydratemei Raven & Churchill, 1994
- Orstom macmillani Raven, 1994
- Orstom tropicus Raven, 1994
- Orstom undecimatus Raven, 1994

## Ozicrypta
Ozicrypta Raven, 1994
- Ozicrypta australoborealis Raven & Churchill, 1994
- Ozicrypta clarki Raven & Churchill, 1994
- Ozicrypta clyneae Raven & Churchill, 1994
- Ozicrypta combeni Raven & Churchill, 1994
- Ozicrypta cooloola Raven & Churchill, 1994
- Ozicrypta digglesi Raven & Churchill, 1994
- Ozicrypta etna Raven & Churchill, 1994
- Ozicrypta eungella Raven & Churchill, 1994
- Ozicrypta filmeri Raven & Churchill, 1994
- Ozicrypta hollinsae Raven & Churchill, 1994
- Ozicrypta kroombit Raven & Churchill, 1994
- Ozicrypta lawlessi Raven & Churchill, 1994
- Ozicrypta littleorum Raven & Churchill, 1994
- Ozicrypta mcarthurae Raven & Churchill, 1994
- Ozicrypta mcdonaldi Raven & Churchill, 1994
- Ozicrypta microcauda Raven & Churchill, 1994
- Ozicrypta noonamah Raven & Churchill, 1994
- Ozicrypta palmarum (Hogg, 1901)
- Ozicrypta pearni Raven & Churchill, 1994
- Ozicrypta reticulata (L. Koch, 1874)
- Ozicrypta sinclairi Raven & Churchill, 1994
- Ozicrypta tuckeri Raven & Churchill, 1994
- Ozicrypta walkeri Raven & Churchill, 1994
- Ozicrypta wallacei Raven & Churchill, 1994
- Ozicrypta wrightae Raven & Churchill, 1994

## Paracenobiopelma
Paracenobiopelma Feio, 1952
- Paracenobiopelma gerecormophilum Feio, 1952

## Pisenor
Pisenor Simon, 1889
- Pisenor arcturus (Tucker, 1917)
- Pisenor leleupi (Benoit, 1965)
- Pisenor lepidus (Gerstäcker, 1873)
- Pisenor macequece (Tucker, 1920)
- Pisenor notius Simon, 1889
- Pisenor plicatus (Benoit, 1965)
- Pisenor selindanus (Benoit, 1965)
- Pisenor tenuistylus (Benoit, 1965)
- Pisenor upembanus (Roewer, 1953)

## Plagiobothrus
Plagiobothrus Karsch, 1891
- Plagiobothrus semilunaris Karsch, 1891

## Psalistops
Psalistops Simon, 1889
- Psalistops crassimanus Mello-Leitão, 1923
- Psalistops fulvus Bryant, 1948
- Psalistops gasci Maréchal, 1996
- Psalistops maculosus Bryant, 1948
- Psalistops melanopygius Simon, 1889
- Psalistops montigenus (Simon, 1889)
- Psalistops nigrifemuratus Mello-Leitão, 1939
- Psalistops opifex (Simon, 1889)
- Psalistops solitarius (Simon, 1889)
- Psalistops tigrinus Simon, 1889
- Psalistops venadensis Valerio, 1986
- Psalistops zonatus Simon, 1889

## Questocrypta
Questocrypta Raven, 1994
- Questocrypta goloboffi Raven, 1994

## Rhianodes
Rhianodes Raven, 1985
- Rhianodes atratus (Thorell, 1890)

## Sason
Sason Simon, 1887
- Sason andamanicum (Simon, 1888)
- Sason colemani Raven, 1986
- Sason hirsutum Schwendinger, 2003
- Sason maculatum (Roewer, 1963)
- Sason pectinatum Kulczyński, 1908
- Sason rameshwaram Siliwal & Molur, 2009
- Sason robustum (O. P.-Cambridge, 1883)
- Sason sechellanum Simon, 1898
- Sason sundaicum Schwendinger, 2003

## Sasonichus
Sasonichus Pocock, 1900
- Sasonichus sullivani Pocock, 1900

## Seqocrypta
Seqocrypta Raven, 1994
- Seqocrypta bancrofti Raven, 1994
- Seqocrypta hamlynharrisi Raven & Churchill, 1994
- Seqocrypta jakara Raven, 1994
- Seqocrypta mckeowni Raven, 1994

## Sipalolasma
Sipalolasma Simon, 1892
- Sipalolasma aedificatrix Abraham, 1924
- Sipalolasma arthrapophysis (Gravely, 1915)
- Sipalolasma bicalcarata (Simon, 1904)
- Sipalolasma ellioti Simon, 1892
- Sipalolasma greeni Pocock, 1900
- Sipalolasma humicola (Benoit, 1965)
- Sipalolasma kissi Benoit, 1966
- Sipalolasma ophiriensis Abraham, 1924
- Sipalolasma warnantae Benoit, 1966

## Strophaeus
Strophaeus Ausserer, 1875
- Strophaeus austeni (F. O. P.-Cambridge, 1896)
- Strophaeus kochi (O. P.-Cambridge, 1870)
- Strophaeus pentodon (Simon, 1892)
- Strophaeus sebastiani Miranda & Bermúdez, 2011

## Synothele
Synothele Simon, 1908
- Synothele arrakis Raven, 1994
- Synothele boongaree Raven, 1994
- Synothele butleri Raven, 1994
- Synothele durokoppin Raven, 1994
- Synothele goongarrie Raven, 1994
- Synothele harveyi Churchill & Raven, 1994
- Synothele houstoni Raven, 1994
- Synothele howi Raven, 1994
- Synothele karara Raven, 1994
- Synothele koonalda Raven, 1994
- Synothele longbottomi Raven, 1994
- Synothele lowei Raven, 1994
- Synothele meadhunteri Raven, 1994
- Synothele michaelseni Simon, 1908
- Synothele moonabie Raven, 1994
- Synothele mullaloo Raven, 1994
- Synothele ooldea Raven, 1994
- Synothele parifusca (Main, 1954)
- Synothele pectinata Raven, 1994
- Synothele rastelloides Raven, 1994
- Synothele rubripes Raven, 1994
- Synothele subquadrata Raven, 1994
- Synothele taurus Raven, 1994
- Synothele yundamindra Raven, 1994

## Thalerommata
Thalerommata Ausserer, 1875
- Thalerommata gracilis Ausserer, 1875
- Thalerommata macella (Simon, 1903)
- Thalerommata meridana (Chamberlin & Ivie, 1938)

## Tigidia
Tigidia Simon, 1892
- Tigidia alluaudi (Simon, 1902)
- Tigidia bastardi (Simon, 1902)
- Tigidia dubia (Strand, 1907)
- Tigidia majori (Pocock, 1903)
- Tigidia mathiauxi (Simon, 1902)
- Tigidia mauriciana Simon, 1892
- Tigidia processigera (Strand, 1907)
- Tigidia typica (Strand, 1907)

## Trichopelma
Trichopelma Simon, 1888
- Trichopelma affine (Simon, 1891)
- Trichopelma astutum (Simon, 1889)
- Trichopelma coenobita (Simon, 1889)
- Trichopelma corozali (Petrunkevitch, 1929)
- Trichopelma cubanum (Simon, 1903)
- Trichopelma cubanum (Banks, 1909)
- Trichopelma flavicomum Simon, 1891
- Trichopelma illetabile Simon, 1888
- Trichopelma insulanum (Petrunkevitch, 1926)
- Trichopelma laselva Valerio, 1986
- Trichopelma maculatum (Banks, 1906)
- Trichopelma maculatum (Franganillo, 1930)
- Trichopelma nitidum Simon, 1888
- Trichopelma scopulatum (Fischel, 1927)
- Trichopelma spinosum (Franganillo, 1926)
- Trichopelma zebra (Petrunkevitch, 1925)

## Trittame
Trittame L. Koch, 1874
- Trittame augusteyni Raven, 1994
- Trittame bancrofti (Rainbow & Pulleine, 1918)
- Trittame berniesmythi Raven, 1994
- Trittame forsteri Raven, 1990
- Trittame gracilis L. Koch, 1874
- Trittame ingrami Raven, 1990
- Trittame kochi Raven, 1990
- Trittame loki Raven, 1990
- Trittame mccolli Raven, 1994
- Trittame rainbowi Raven, 1994
- Trittame stonieri Raven, 1994
- Trittame xerophila Raven, 1990

## Troglothele
Troglothele Fage, 1929
- Troglothele coeca Fage, 1929

## Tungari
Tungari Raven, 1994
- Tungari aurukun Raven, 1994
- Tungari kenwayae Raven, 1994
- Tungari mascordi Raven, 1994
- Tungari monteithi Raven, 1994

## Zophorame
Zophorame Raven, 1990
- Zophorame covacevichae Raven, 1994
- Zophorame gallonae Raven, 1990
- Zophorame hirsti Raven, 1994
- Zophorame simoni Raven, 1990

## Zophoryctes
Zophoryctes Simon, 1902
- Zophoryctes flavopilosus Simon, 1902